# Liste des espèces végétales protégées en Lorraine
La liste des espèces protégées en Lorraine est une liste officielle définie par le gouvernement français, recensant les espèces végétales qui sont protégées sur le territoire de la région Lorraine, en complément de celles qui sont déjà protégées sur le territoire métropolitain. Elle a été publiée dans un arrêté du 3 janvier 1994.
- Alopecurus bulbosus Gouan, Vulpin bulbeux.
- Amelanchier ovalis Medik., Amélanchier à feuilles ovales.
- Anagallis tenella L., Mouron délicat.
- Anemone narcissifolia L., Anémone à feuilles de narcisse.

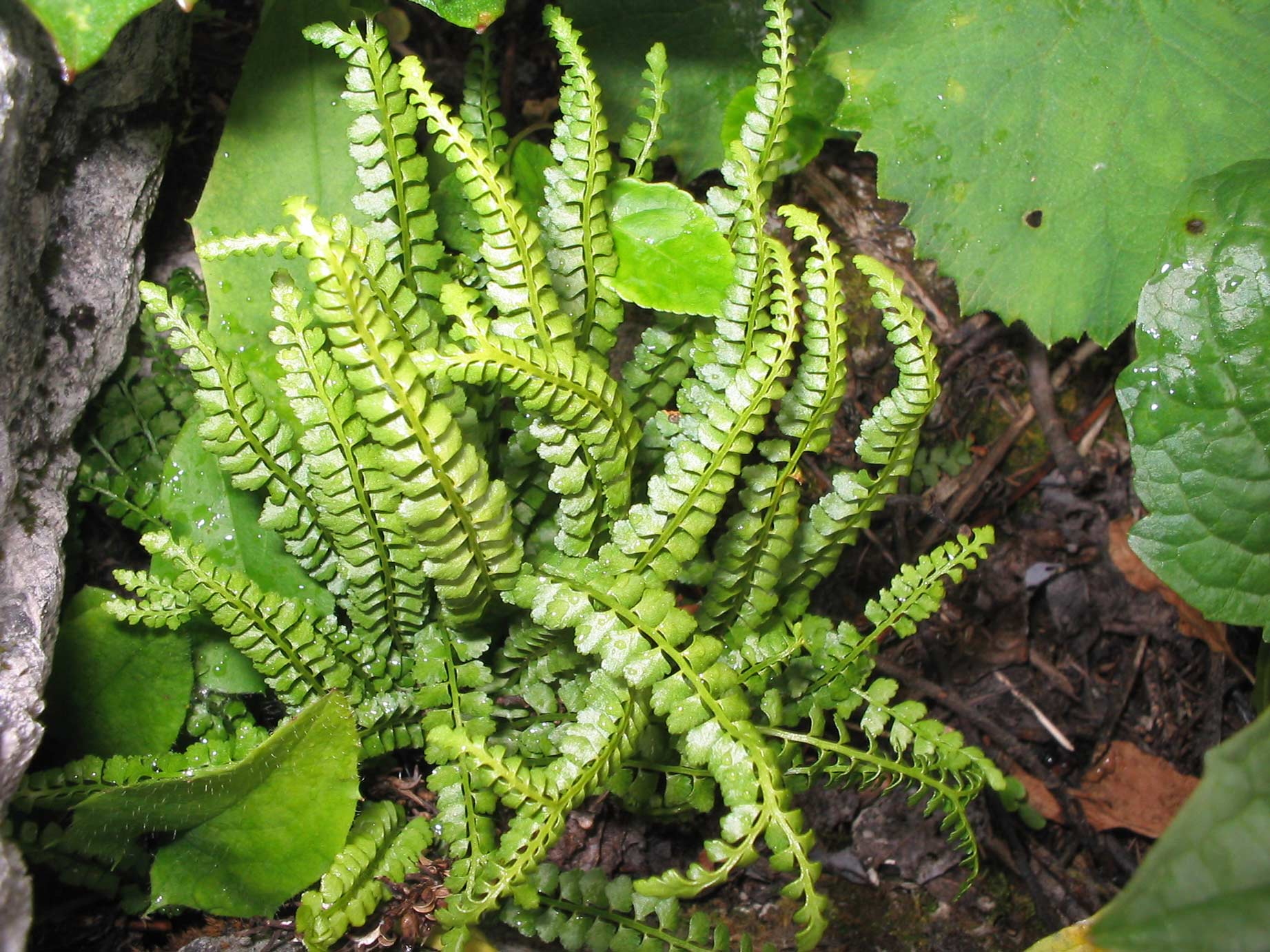
Doradille verte (Asplenium viride)

- Asplenium cuneifolium Viv., Doradille à feuilles en coin.
- Asplenium obovatum Viv. subsp. billotii (F.W.Schultz) O.Bolòs, Vigo, Massales & Ninot, Doradille de Billot.
- Asplenium trichomanes L. subsp. pachyrachis (H.Christ) Lovis & Reichst., Fausse capillaire.
- Asplenium viride Huds., Doradille verte.
- Athyrium distentifolium Tausch ex Opiz, Athyrium alpestre.
- Bartsia alpina L., Bartsie des Alpes.
- Blackstonia perfoliata (L.) Huds., Chlora perfoliée.
- Blysmus compressus (L.) Panz. ex Link, Scirpe comprimé.
- Botrychium lunaria (L.) Sw., Botryche lunaire.
- Buphthalmum salicifolium L., Buphthalme, Œil-de-bœuf.
- Bupleurum tenuissimum L., Buplèvre menu.
- Buxus sempervirens L., Buis.
- Calamagrostis purpurea (Trin.) Trin., Calamagrostide pourpre.
- Campanula baumgartenii Becker, Campanule de Baumgarten.
- Campanula latifolia L., Campanule à larges feuilles.
- Carex appropinquata Schumacher, Laîche paradoxale.
- Carex bohemica Schreb., Laîche Souchet/de Bohème.
- Carex davalliana Sm., Laîche de Davall.
- Carex dioica L., Laîche dioïque.
- Carex halleriana Asso, Laîche de Haller.
- Carex pilosa Scop., Laîche poilue.
- Carex praecox Schreb., Laîche précoce.
- Carex pulicaris L., Laîche puce.
- Centaurea montana L., Bleuet des montagnes.
- Cerastium dubium (Bastard) Guépin, Céraiste douteux.
- Cytisus hirsutus L., Cytise couché.

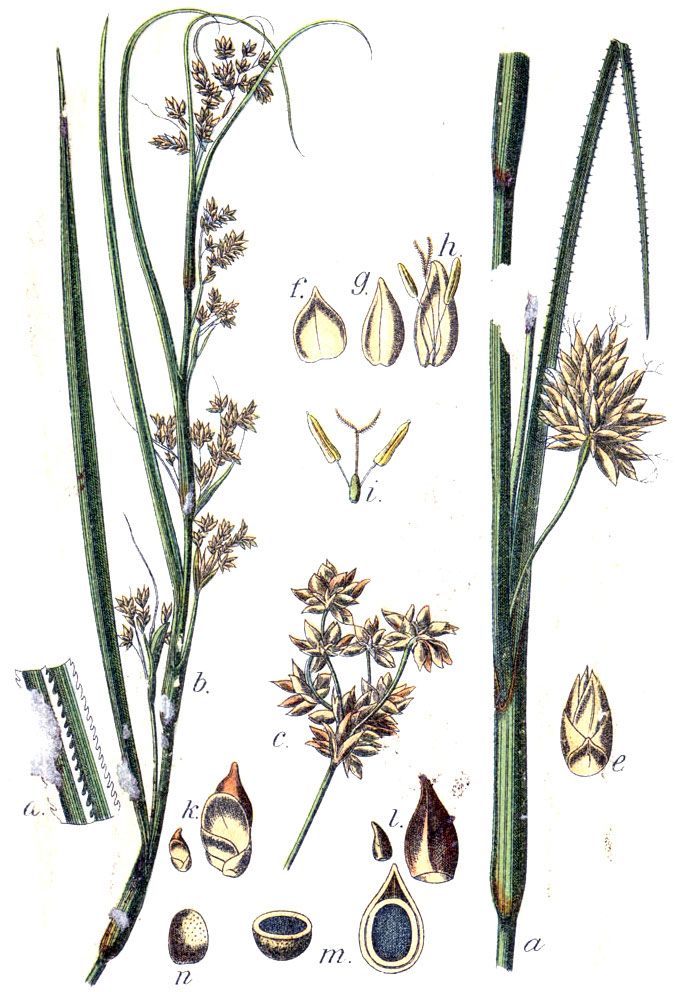
Marisque (Cladium mariscus)

- Cicendia filiformis (L.) Delarbre, Cicendie.
- Cicuta virosa L., Ciguë vireuse.
- Circaea alpina L., Circée des Alpes.
- Cladium mariscus (L.) Pohl, Marisque.
- Corallorhiza trifida Châtel., Racine de corail.
- Coronilla minima L., Coronille naine.
- Crepis praemorsa (L.) Walther, Crépide.
- Cryptogramma crispa (L.) R.Br.., Allosore crépu.
- Cynoglossum germanicum Jacq., Cynoglosse d’Allemagne.
- Cytisus decumbens (Durande) Spach, Genêt prostré.
- Dactylorhiza praetermissa (Druce) Soó, Orchis négligé, orchis oublié.
- Dactylorhiza traunsteineri (Saut. ex Rchb.) Soó, Orchis de Traunsteiner.
- Dactylorhiza viridis (L.) Bateman, Pridgeon & Chase, Orchis grenouille.
- Daphne cneorum L., Daphné Camélée.
- Doronicum pardalianches L., Doronic pardalianches.
- Dryopteris remota (A.Braun ex Döll) Druce, Dryoptéris espacé.
- Elatine alsinastrum L., Élatine fausse Alsine.
- Elatine hexandra (Lapierre) DC., Élatine à six étamines.
- Eleocharis multicaulis (Sm.) Desv., Scirpe à nombreuses tiges.
- Eleocharis quinqueflora (Hartmann) O.Schwartz, Scirpe pauciflore.
- Eleogiton fluitans (L.) Link, Scirpe flottant.
- Empetrum nigrum L., Camarine.
- Epipactis leptochila (Godfery) Godfery, Épipactis à labelle étroit.
- Epipactis microphylla (Ehrh.) Sw., Épipactis à petites feuilles.
- Epipactis muelleri Godfery, Épipactis de Mueller.
- Equisetum hyemale L., Prêle d’hiver.
- Eriophorum latifolium Hoppe, Linaigrette à larges feuilles.
- Eriophorum vaginatum L., Linaigrette à gaines/engainante.
- Euphorbia palustris L., Euphorbe des marais.
- Euphorbia seguieriana Neck., Euphorbe de Séguier.
- Fagus sylvatica L. fa tortuosa (Pépin) C.K.Schneid.
- Festuca longifolia Thuill. subsp. pseudocostei Auquier & Kerguélen.
- Festuca marginata (Hack.) K.Richt. subsp. gallica (Hack. ex Charrel) Brestr., Fétuque de France.
- Filipendula vulgaris Moench, Filipendule.
- Fumana procumbens (Dun.) Gren. & Godr., Fumana vulgaire.
- Galium boreale L., Gaillet boréal.
- Galium fleurotii Jord. var. bretonii (Rouy) Donneaux, Gaillet de Fleurot.
- Genista germanica L., Genêt d’Allemagne.
- Gentiana cruciata L., Gentiane Croisette.
- Gentiana pneumonanthe L., Gentiane des marais.
- Geranium sanguineum L., Géranium sanguin.
- Gymnadenia odoratissima (L.) Rich., Orchis très odorant.
- Herminium monorchis (L.) R.Br., Orchis musc.
- Hieracium alpinum L., Épervière à feuilles de Scorzonère.
- Hippocrepis emerus (L.) Lassen, Coronille faux Séné.
- Hippuris vulgaris L., Pesse d’eau.
- Huperzia selago (L.) Bernh. ex Schrank & Mart., Lycopode Sélagine.
- Hypericum elodes L., Millepertuis des marais.
- Hypochaeris maculata L., Porcelle maculée.

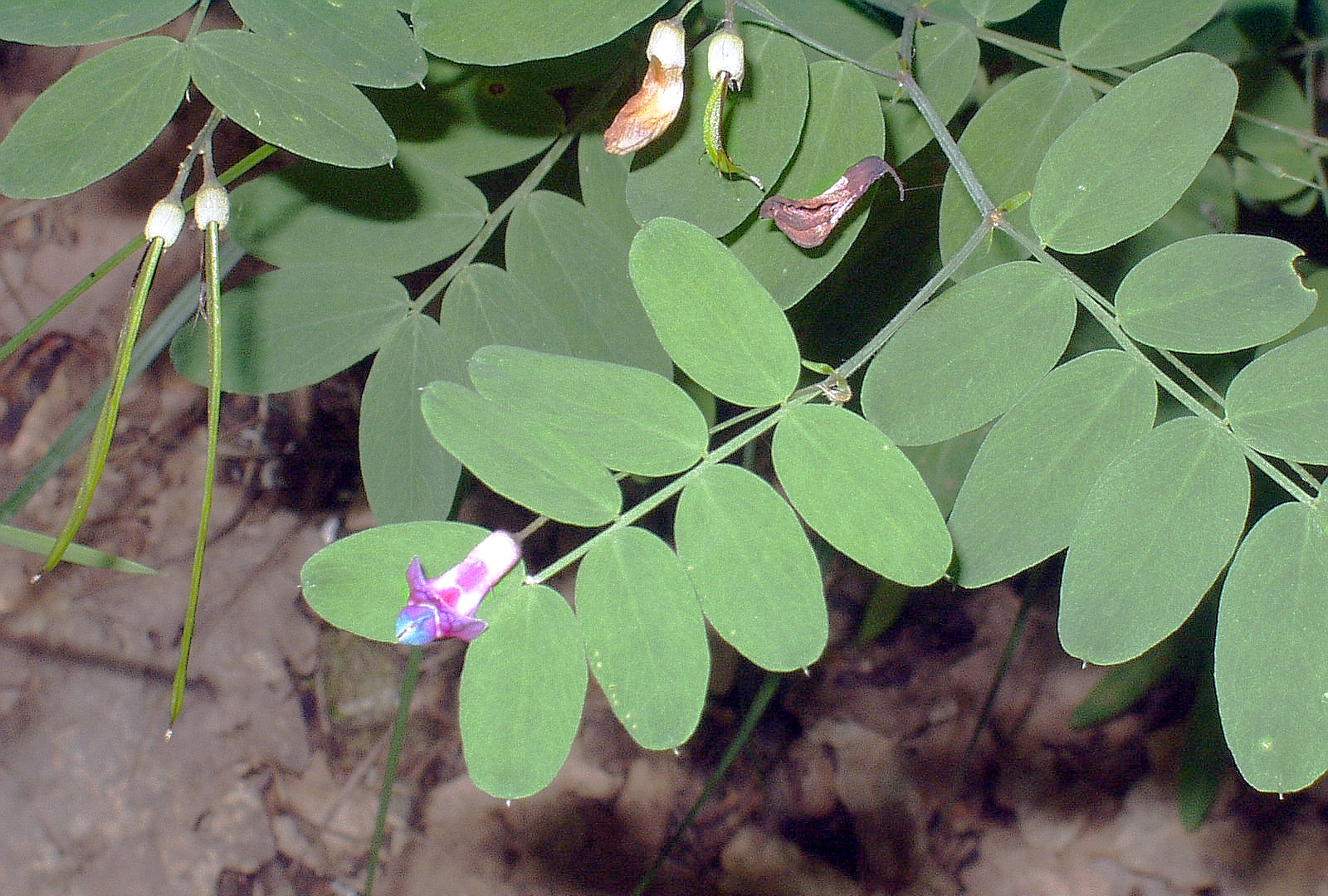
Gesse noire (Lathyrus niger)

- Iberis intermedia L. subsp. violettii (Soy.-Will. ex Godr.) Rouy & Foucaud, Ibéris de Viollet.
- Inula britannica L., Inule d’Angleterre.
- Juncus capitatus Weigel, Jonc à fleurs en tête.
- Lathyrus niger (L.) Bernh., Gesse noire.
- Leontodon hispidus Welw. ex Rchb. var. pseudocrispus (Sch.-Bip. ex Bisch.) Lambinon.
- Leucojum vernum L., Nivéole printanière.
- Lilium martagon L., Lis martagon.
- Limodorum abortivum (L.) Sw., Limodore à feuilles avortées.
- Limosella aquatica L., Limoselle.
- Linum leonii F.W.Schulz, Lin de Léon.
- Listera cordata (L.) R.Br., Listère cordée.
- Littorella uniflora (L.) Asch.., Littorelle.
- Ludwigia palustris (L.) Elliott, Ludwigie des marais.
- Lunaria rediviva L., Lunaire vivace.
- Lycopodium annotinum L., Lycopode à rameaux annuels.
- Lycopodium clavatum L., Lycopode en massue.
- Melampyrum cristatum L., Mélampyre à crêtes.
- Melica ciliata L., Mélique ciliée.
- Mentha pulegium L., Menthe Pouliot.
- Menyanthes trifoliata L., Trèfle des marais, Trèfle-d’eau.
- Myriophyllum alternifolium DC., Myriophylle à feuilles alternes.
- Narcissus pseudonarcissus L., Jonquille
- Noccaea montana (L.) F.K.Mey., Tabouret des montagnes.
- Neotinea ustulata (L.) Bateman, Pridgeon & Chase, Orchis brûlé.

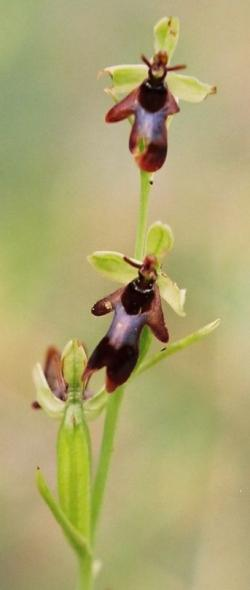
Ophrys mouche (Ophrys insectifera)

- Nuphar pumila (Timm) DC., Nénuphar nain.
- Nymphoides peltata (S.G.Gmel.) Kuntze, Faux nénuphar.
- Oenanthe fluviatilis (Bab.) Coleman, Œnanthe à feuilles de peucédan.
- Oenanthe lachenalii C.C.Gmel., Œnanthe de Lachenal.
- Oenanthe peucedanifolia Pollich, Œnanthe à feuilles de peucédan.
- Oenanthe silaifolia M.Bieb., Œnanthe à feuilles de silaüs/intermédiaire.
- Ophioglossum vulgatum L., Langue de serpent.
- Ophrys fuciflora (F.W.Schmidt) Moench, Ophrys frelon (protégé en 54).
- Ophrys insectifera L., Ophrys mouche, (protégé en 54).
- Ophrys litigiosa E.G.Camus, Ophrys litigieux, (protégé en 54).
- Orchis simia Lmk., Orchis singe.
- Orobanche alsatica Kirschl., Orobanche d’Alsace.
- Orobanche major L., Orobanche élevée.
- Orthilia secunda (L.) House, Pyrole unilatérale.
- Osmunda regalis L., Osmonde royale.
- Parnassia palustris L., Parnassie.
- Pedicularis palustris L., Pédiculaire des marais.
- Polystichum aculeatum (L.) Roth, Polystich à aiguillons, (protégé en 54.
- Polystichum setiferum (Forssk.) T.Moore ex Weyn., Polystich à soies.
- Potamogeton acutifolius Link, Potamot à feuilles aiguës.
- Potamogeton alpinus Balb., Potamot des Alpes.
- Potamogeton gramineus L. subsp. heterophyllus Fries, Potamot graminée.
- Potamogeton nitens Weber.
- Potamogeton polygonifolius Pourr., Potamot à feuilles de Renouée.
- Potentilla crantzii (Crantz) Becker ex Fritsch, Potentille de Crantz.
- Primula vulgaris Huds., Primevère acaule.
- Pulsatilla alpina (L.) Delarbre subsp. austriaca Aichele & Schwegler, Pulsatille des Alpes.
- Pulsatilla vernalis (L.) Mill. var. bidgostonia Zapal., Pulsatille printanière de Bitche.
- Pulsatilla vulgaris Mill., Anémone Pulsatille, (protégée en 54).
- Radiola linoides Roth, Radiole faux Lin.
- Ranunculus baudotii Godr., Renoncule de Baudot.
- Ranunculus platanifolius L., Renoncule à feuilles de Platane, (protégée en 54 55 57).
- Ranunculus rionii Lagger, Renoncule de Rion.
- Rhynchospora fusca (L.) W.T.Aiton, Rhynchospore brun rougeâtre.
- Ruppia maritima L., Ruppie maritime.
- Ruscus aculeatus L., Fragon Petit-houx, (protégée en 55, 1 station).
- Salicornia emericii Duval-Jouve, Salicorne de Lorraine, 57.
- Samolus valerandi L., Samole, 1 station 54, 2 stations 57.
- Saxifraga paniculata Mill., Saxifrage aizoon.
- Scabiosa columbaria L. subsp. pratensis (Jord.) Braun-Blanq., Scabieuse des prés.
- Scheuchzeria palustris L., Scheuchzérie des marais.
- Schoenoplectus tabernaemontani (C.C.Gmel.) Palla, Jonc des chaisiers glauque.
- Schoenus nigricans L., Choin noirâtre.
- Scorzonera lacianata L., Podosperme lacinié.
- Scrophularia vernalis L., Scrofulaire de printemps.
- Sedum rubens L., Orpin rougeâtre.
- Sedum villosum L., Orpin velu.
- Senecio paludosus L., Seneçon des marais.
- Senecio sarracenicus L., le séneçon des cours d’eau ou séneçon des fleuves (inscrit dans la liste officielle sous le nom scientifique synonyme de Senecio fluviatilis Wallr.)
- Silene vulgaris (Moench) Garcke subsp. glaerosa (Jord.) Marsden-Jones & Turill, Silène des éboulis.

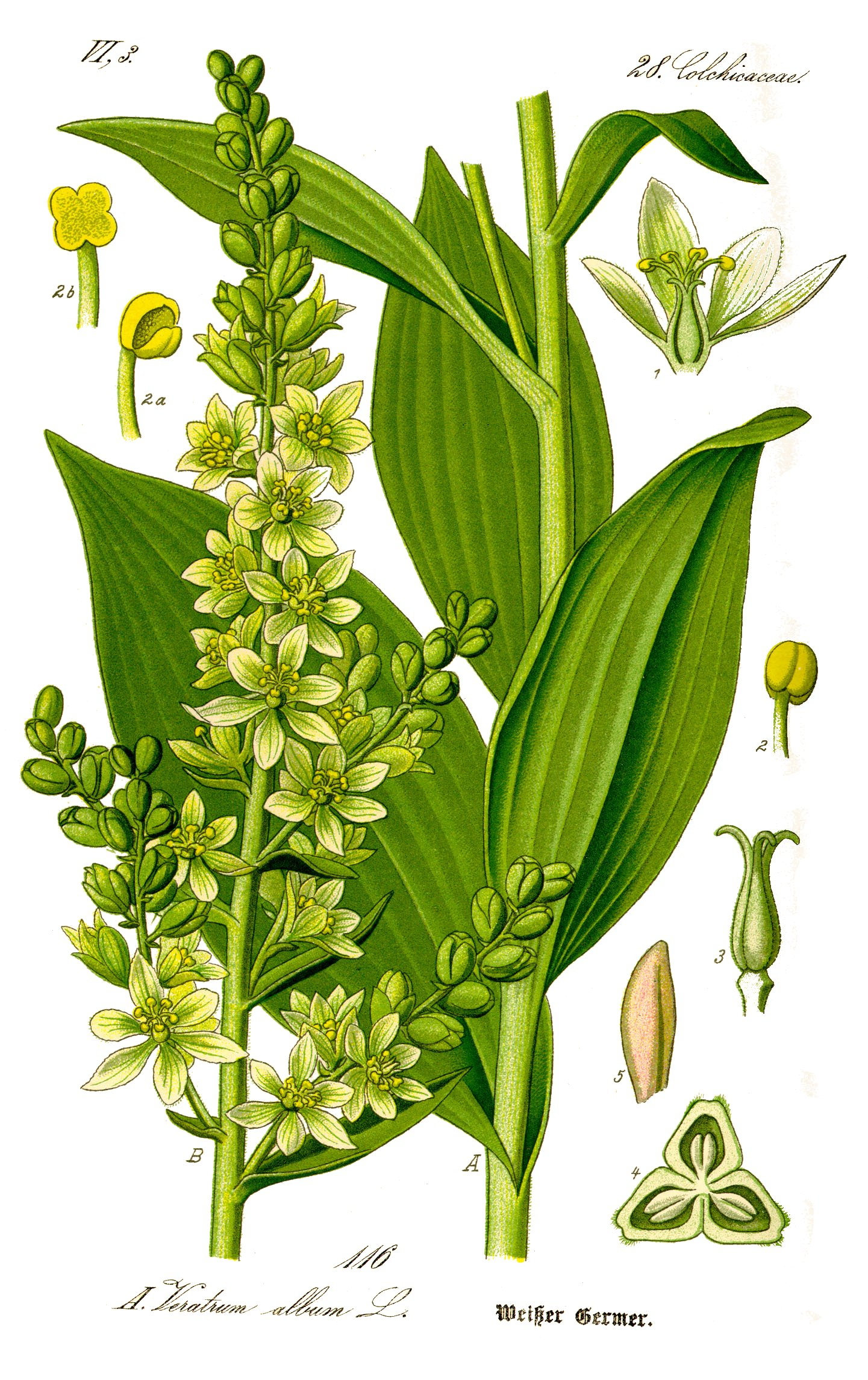
Vératre blanc (Veratrum album)

- Sparganium angustifolium Michx., Rubanier à feuilles étroites.
- Spiranthes spiralis (L.) Chevallier, Spiranthe en spirale.
- Stellaria palustris Retz., Stellaire des marais.
- Streptopus amplexifolius (L.) DC., Streptope à feuilles embrassantes.
- Subularia aquatica L., Subulaire aquatique.
- Tephroseris helenitis (L.) B.Nord., Séneçon en spatule.
- Teucrium scordium L., Germandrée Scordium.
- Thalictrum minus L. subsp. majus (Crantz) Hook.f., Petit pigamon.
- Thalictrum minus L. subsp. saxatile Ces., Petit pigamon des rochers.
- Thelypteris palustris Schott, Polystic des marais.
- Thesium linophyllon L., Thésion à feuilles de Lin.
- Trifolium scabrum L., Trèfle scabre.
- Triglochin maritimum L., Troscart maritime.
- Triglochin palustre L., Troscart des marais.
- Utricularia intermedia Hayne, Utriculaire intermédiaire.
- Utricularia minor L., Petite Utriculaire.
- Utricularia ochroleuca R.W.Hartm., Utriculaire jaunâtre
- Vallisneria spiralis L., Vallisnérie spiralée.
- Veratrum album L., Vératre blanc.
- Viola alba Besser, Violette blanche.
- Viola canina L. subsp. ruppii (All.) Schübler & G.Martens, Violette des montagnes.
- Viola rupestris F.W.Schmidt, Violette des rochers.
- Wahlenbergia hederacea (L.) Rchb., Wahlenbergie à feuilles de Lierre.